# 河口灣

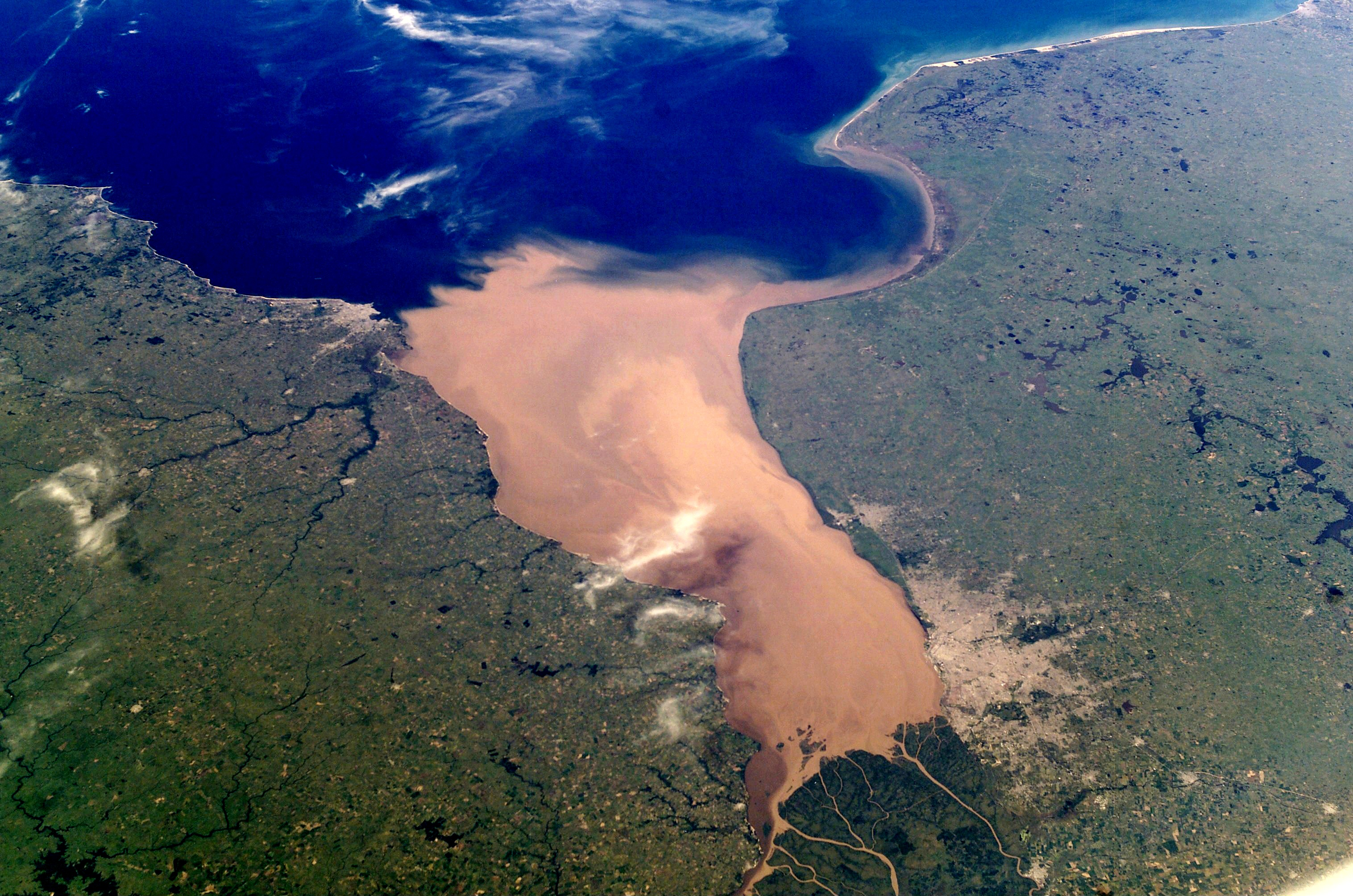
南美洲拉普拉塔河河口湾

河口湾（英語：estuary），又称三角湾，是沿海河口的半封闭水体，与开阔的海洋自由沟通，同时沿岸有一条或数条大型河流注入。河口湾多为携带有大量泥沙的河流注入海洋时受到潮汐的顶托，造成泥沙在两岸大量沉积。在河口湾內，海水（鹹水）被内陆排出的淡水所稀释。由于咸淡水在河口湾混杂，所以河口湾常为水产盛产区域。

## 潮汐
潮波在河口湾，受径流顶托、河床阻力，能量逐渐耗损，涨潮时流速渐慢，潮差渐小；涨潮流消失的地方（潮流界）。在潮流界以上，河水受潮水顶托，潮波仍可影响一定距离；潮差为零的地方（潮区界）。长江在枯水期的潮区界，可达离口门640公里的大通镇，在洪水期只达芜湖附近；潮流界在枯水期可达镇江，在洪水期只达江阴附近。潮区界的远近，取决于潮差大小、径流强弱、河口湾几何形态等。亞馬遜河口的潮波，可上溯1400多公里；中国黄河口的潮波，只上溯20～30公里。
河口湾潮汐在一个周期中的涨落过程，分4个阶段；一般落潮下泄流历时最长，涨潮上溯流历时次之。
- 涨潮下泄流：外海潮波向河口湾推进之初，水位开始上涨，水面坡降逐渐变小，流速减慢，但水流方向仍指向海洋。
- 涨潮上溯流：潮波继续向河口湾推进，水位不断上涨，水面从向海倾斜转为向陆倾斜，整个水流都指向上游。
- 落潮上溯流：潮波向上游推进一定距离后，外海已开始落潮，河口湾水位开始下降，水面坡度渐趋平缓，流速逐渐减弱，但仍指向上游。
- 落潮下泄流：河口湾水位继续下降，流速递减，水面转为向海倾斜，水流方向也转向海洋。